# 除本理史
除本 理史（よけもと まさふみ、1971年7月 - ）は、日本の経済学者。大阪公立大学大学院教授。寺西俊一門下。専門は環境経済学。
神奈川県出身。鎌倉学園中学校・高等学校を経て、早稲田大学政治経済学部経済学科卒業。一橋大学大学院経済学研究科修士課程修了（修士（経済学））、同研究科博士後期課程博士後期課程単位取得、博士（経済学）。東京経済大学経済学部専任講師、同准教授、教授、大阪市立大学大学院経営学研究科准教授を経て、同教授。
日本環境会議副理事長、環境経済・政策学会理事。

## 受賞
- 2009年環境経済・政策学会賞奨励賞受賞[5]。
- 2021年地域安全学会年間優秀論文賞受賞[5]。
- 2022年日本民主法律家協会法と民主主義賞特別賞受賞[5]。

## 著書

### 単著
- 『環境被害の責任と費用負担』（有斐閣、2007年）
- 『原発賠償を問う―曖昧な責任、翻弄される避難者』（岩波書店、2013年）

### 共著
- （大島堅一・上園昌武）『環境の政治経済学』（ミネルヴァ書房、2010年）
- （大島堅一）『原発事故の被害と補償―フクシマと「人間の復興」』（大月書店、2012年）
- （佐無田光）『きみのまちに未来はあるか？：「根っこ」から地域をつくる』（岩波書店、2020年）

### 共編書
- （永井進・寺西俊一）『環境再生―川崎から公害地域の再生を考える』（有斐閣、2002年）
- （礒野弥生）『地域と環境政策―環境再生と「持続可能な社会」をめざして』（勁草書房、2006年）
- （監修：宮本憲一/共編著：遠藤宏一・岡田知弘）『環境再生のまちづくり―四日市から考える政策提言』（ミネルヴァ書房、2008年）
- （監修：宮本憲一・森脇君雄・小田康徳/共編著：林美帆）『西淀川公害の40年―維持可能な環境都市をめざして』（ミネルヴァ書房、2013年）
- （淡路剛久・吉村良一）『福島原発事故賠償の研究』（日本評論社、2015年）
- （渡辺淑彦）『原発災害はなぜ不均等な復興をもたらすのか：福島事故から「人間の復興」、地域再生へ』（ミネルヴァ書房、2015年）
- （監修：淡路剛久/共編著：吉村良一・下山憲治・大坂恵里）『原発事故被害回復の法と政策』（日本評論社、2018年）
- （藤川賢）『放射能汚染はなぜくりかえされるのか：地域の経験をつなぐ』（東信堂、2018年）

## 所属学会
- 環境経済・政策学会
- 日本環境学会
- 日本環境会議
- 漁業経済学会
- 国際漁業研究会
- 環境経済・政策学会